# О’Коннелл, Джек (футболист)
Джек Уи́льям О’Ко́ннелл (англ. Jack William O'Connell; родился 29 марта 1994, Лондон) — английский футболист, защитник клуба «Шеффилд Юнайтед».

## Клубная карьера
Начал футбольную карьеру в команде Премьер-лиги Ливерпуля (одиннадцатый уровень в системе футбольных лиг Англии) «Литерленд Ремика». Летом 2011 года стал игроком «Блэкберн Роверс». В сезоне 2011/12, выступая на позиции защитника за резервную и академическую команды «Блэкберна», О’Коннелл забил 3 мяча в 35 матчах, а также помог «Роверс» дойти до финалов Молодёжного кубка Англии и академической Премьер-лиги. В мае 2012 года подписал с клубом свой первый профессиональный контракт. Несмотря на удачное начало карьеры в молодёжной команде, О’Коннеллу не удалось пробиться в основной состав «Блэкберн Роверс». Свой единственный матч в основном составе «Блэкберна» Джек провёл 12 августа 2014 года: это была игра первого раунда Кубка Футбольной лиги против «Сканторп Юнайтед». О’Коннелл провёл на поле все 90 минут, а его команда уступила с минимальным счётом 0:1. 
С 2012 по 2015 год, будучи игроком «Блэкберн Роверс», выступал на правах аренды за «Ротерем Юнайтед», «Йорк Сити» и «Рочдейл».
2 февраля 2015 года О’Коннелл перешёл в «Брентфорд», подписав с клубом контракт до лета 2018 года. Вскоре после подписания контракта с «пчёлами» он отправился в аренду в «Рочдейл», где уже выступал ранее на правах аренды из «Блэкберна». В конце марта 2015 года, выступая за «Рочдейл», после матча против «Йовил Таун» он преодолел отметку в 100 матчей, сыгранных на профессиональном уровне. В основном составе «Брентфорда» Джек дебютировал 11 августа 2015 года в матче первого раунда Кубка Футбольной лиги против «Оксфорд Юнайтед». 12 декабря 2015 года О’Коннелл забил свой первый гол в составе «пчёл» в западнолондонском дерби против «Фулхэма». Даже после ухода из клуба Джеймса Тарковски в январе 2016 года О’Коннелл не стал основным центральным защитником «Бретфорда», проигрывая конкуренцию Йоанну Барбе и оставшись, по сути, третьим центральным защитником в команде после Харли Дина и Барбе. Всего за «Брентфорд» он провёл 18 матчей.
8 июля 2016 года О’Коннелл перешёл в клуб Лиги 1 «Шеффилд Юнайтед», подписав с «клинками» трёхлетний контракт. 6 августа дебютировал за свою новую команду в матче против «Болтон Уондерерс». В составе «Шеффилда» О’Коннелл сразу стал игроком основного состава, сыграв в своём дебютном сезоне за «клинков» 50 матчей и забив 6 мячей. По итогам того сезона «Шеффилд Юнайтед» выиграл Лигу 1, набрав 100 очков, и вышел в Чемпионшип. В ноябре 2017 года Джек подписал новый контракт с клубом до лета 2022 года. В сезоне 2018/19 помог «клинкам» выйти в Премьер-лигу. 10 августа 2019 года  дебютировал в Премьер-лиге в матче против «Борнмута».

## Карьера в сборной
7 марта 2012 года сыграл за сборную Англии до 18 лет в товарищеском матче против сверстников из Польши. 26 сентября 2012 года дебютировал за сборную Англии до 19 лет в матче против квалификационного раунда к чемпионату Европы до 19 лет против Эстонии. Всего с 2012 по 2013 год провёл 8 матчей за сборную Англии до 19 лет.

## Личная жизнь
О’Коннелл встречается с футболисткой женской сборной Англии Алекс Гринвуд.

## Достижения
Рочдейл
- Третье место в Лиге 2 (прямой выход в Лигу 1): 2013/14

Шеффилд Юнайтед
- Победитель Лиги 1: 2016/17
- Второе место в Чемпионшипе: 2018/19